# Гейфілд (округ Фейрфакс, Вірджинія)
Гейфілд (англ. Hayfield) — переписна місцевість (CDP) в США, в окрузі Ферфакс штату Вірджинія. Населення — 4154 особи (2020).

## Географія
Гейфілд розташований за координатами 38°45′8″ пн. ш. 77°7′43″ зх. д. / 38.75222° пн. ш. 77.12861° зх. д. (38.752314, -77.128534).  За даними Бюро перепису населення США в 2010 році переписна місцевість мала площу 3,61 км², з яких 3,32 км² — суходіл та 0,29 км² — водойми.

## Демографія
Згідно з переписом 2010 року, у переписній місцевості мешкало 3909 осіб у 1439 домогосподарствах у складі 1115 родин. Густота населення становила 1081 особа/км².  Було 1465 помешкань (405/км²).
Расовий склад населення:
| - 77,5 % — білих - 10,8 % — чорних або афроамериканців - 6,3 % — азіатів - 0,3 % — корінних американців - 0,1 % — вихідців з тихоокеанських островів - 1,5 % — осіб інших рас |

До двох чи більше рас належало 3,5 %. Частка іспаномовних становила 7,5 % від усіх жителів.
За віковим діапазоном населення розподілялося таким чином: 24,8 % — особи молодші 18 років, 61,4 % — особи у віці 18—64 років, 13,8 % — особи у віці 65 років та старші. Медіана віку мешканця становила 42,9 року. На 100 осіб жіночої статі у переписній місцевості припадало 92,1 чоловіків;  на 100 жінок у віці від 18 років та старших — 86,3 чоловіків також старших 18 років.
Середній дохід на одне домашнє господарство  становив 154 998 доларів США (медіана — 139 464), а середній дохід на одну сім'ю — 165 031 долар (медіана — 148 375). Медіана доходів становила 101 213 долари для чоловіків та 74 792 долари для жінок. За межею бідності перебувало 1,4 % осіб, у тому числі 0,9 % дітей у віці до 18 років та 0,0 % осіб у віці 65 років та старших.
Цивільне працевлаштоване населення становило 2181 осіб. Основні галузі зайнятості: науковці, спеціалісти, менеджери — 21,4 %, освіта, охорона здоров'я та соціальна допомога — 20,8 %, публічна адміністрація — 15,5 %.